# Macau (Gironda)
Macau é uma comuna francesa na região administrativa da Nova Aquitânia, no departamento da Gironda. Estende-se por uma área de 19,56 km². Em 2010 a comuna tinha 4 343 habitantes (densidade: 222 hab./km²).